# JYSK Arena
JYSK Arena eller (tidligere kendt som Silkeborg-Hallerne) er et anlæg af haller i den midtjyske by Silkeborg. Hallerne bliver brugt til flere sportsgrene - dog primært håndbold. Hallerne er hjemmebane for Håndboldliga-klubben Bjerringbro-Silkeborg og Damehåndboldligaklubben Silkeborg Voel. I april 2012 blev ombygningen og udvidelsen af "Hal A" påbegyndt og de blev genindviet i november 2012 under navnet JYSK Arena (da opbygningens hovedsponsor er den Silkeborg-baserede møbelkoncern JYSK ). Arenaen har nu en kapacitet på 2.600 siddende tilskuere ved sport og 3.700 stående og siddende tilskuere ved koncerter.